# You Should Go Ahead
Os You Should Go Ahead é uma banda portuguesa formada em Lisboa nos inícios de 2005, sendo constituídos por: Pedro Lourenço (voz e guitarra), David Ferreira (guitarra e voz), Inês Vicente (baixo e voz) e Tiago Salsinha (bateria).
Após algumas apresentações ao vivo das quais se destacam a presença no Festival Sudoeste 2005 e a participação no concurso TMN Garage Sessions, do qual foram finalistas, a banda gravou o seu primeiro álbum, auto-intitulado, lançado para o mercado no mês de Maio de 2006, com edição da Chiado Records, do qual foi extraído o primeiro single like when I was seventeen, masterizado por Howie Weinberg, conhecido por trabalhar com bandas como Smashing Pumpkins, Franz Ferdinand, The Clash, Metallica, Nirvana, Sonic Youth, etc. O vídeo do segundo single wake up song, realizado por Miguel Rocha, arrecadou o prémio de Melhor Vídeo de Ficção no VIMUS 2007 - Festival Internacional de Vídeo Musical da Póvoa do Varzim.
Depois de partilharem o palco do Festival Lisboa Soundz com os The Strokes, Dirty Pretty Things, She Wants Revenge, etc. foram seleccionados para participar no maior festival de música do mundo, South By Southwest 2007, em Austin, Texas, E.U.A. juntamente com bandas como The Stooges, Interpol, Lily Allen ou Bloc Party.
De regresso a terras lusas foram convidados a tocar no main stage do Festival Creamfields cujo cartaz apresentava nomes como Placebo e Prodigy.
Após um ano e meio de novas composições a banda entrou em estúdio, em Dezembro de 2007, para gravar o sucessor de You Should Go Ahead.
Em Maio de 2008, os You Should Go Ahead apresentam o seu segundo álbum, Emotional Cocktail, desta feita com edição realizada através de uma parceria entre a banda e a EDEL Portugal,  que teve como carta de apresentação o single Rave Party Machine. 
Em 2009 a banda anuncia o fim citando "Divergências musicais e pessoais ditaram o fim do percurso" segundo entrevista de Inês Vicente ao site IOL Música.

## Integrantes
- Pedro Lourenço - guitarra e vocal
- David Ferreira - guitarra e vocal
- Inês Vicente - baixo e vocal
- Tiago Salsinha - bateria

## Discografia

### Álbuns de estúdio
- You Should Go Ahead (2006)
- Emotional Cocktail (2008)

### CD Single
- Like When I Was Seventeen  (2006)
- Wake Up Song  (2006)
- She'll Turn Us All On  (2007)
- Rave Party Machine  (2008)

## Videografia
- Like When I Was Seventeen (2006)
- Wake Up Song (2006)
- She'll Turn Us All On (2007)
- Rave Party Machine (2008)